# Sociedad Británica de Papiroflexia
La Sociedad Británica de Papiroflexia (British Origami Society) es una organización benéfica registrada en el Reino Unido dedicada al arte del origami (plegado de papel).
La sociedad tiene 700 miembros en todo el mundo y publica una revista bimensual llamada British Origami. También tienen una biblioteca que es una de las colecciones de recursos de origami más grandes del mundo, con más de 4000 libros y una cantidad similar de revistas, diarios, paquetes de convenciones y catálogos.
Como se establece en la constitución de la sociedad, sus objetivos son «promover la educación pública en el arte del origami y promover el estudio y la práctica del origami en la educación y como un medio de terapia para el alivio de las personas que están mental o físicamente discapacitadas».
La sociedad fue fundada en su reunión inaugural celebrada en The Russell Hotel en Londres el 28 de octubre de 1967. Se formó a partir de la Origami Portfolio Society, que se fundó en 1965. El primer presidente de la nueva sociedad fue Robert Harbin, un destacado mago y autor británico. Más tarde, otro presidente notable fue Alfred Bestall, quien había sido escritor e ilustrador de Rupert Bear para el London Daily Express, de 1935 a 1965.
Uno de sus miembros honorarios, Nick Robinson, fue galardonado por la sociedad con la Medalla Sydney French en 2004.